# Pseudocheirus
Pseudocheirus là một chi động vật có vú trong họ Pseudocheiridae, bộ Hai răng cửa. Chi này được Ogilby miêu tả năm 1837. Loài điển hình của chi này là Phalangista cookii Desmarest, 1818 (= Didelphis peregrinus Boddaert, 1785), see Thomas (1888).

## Hình ảnh

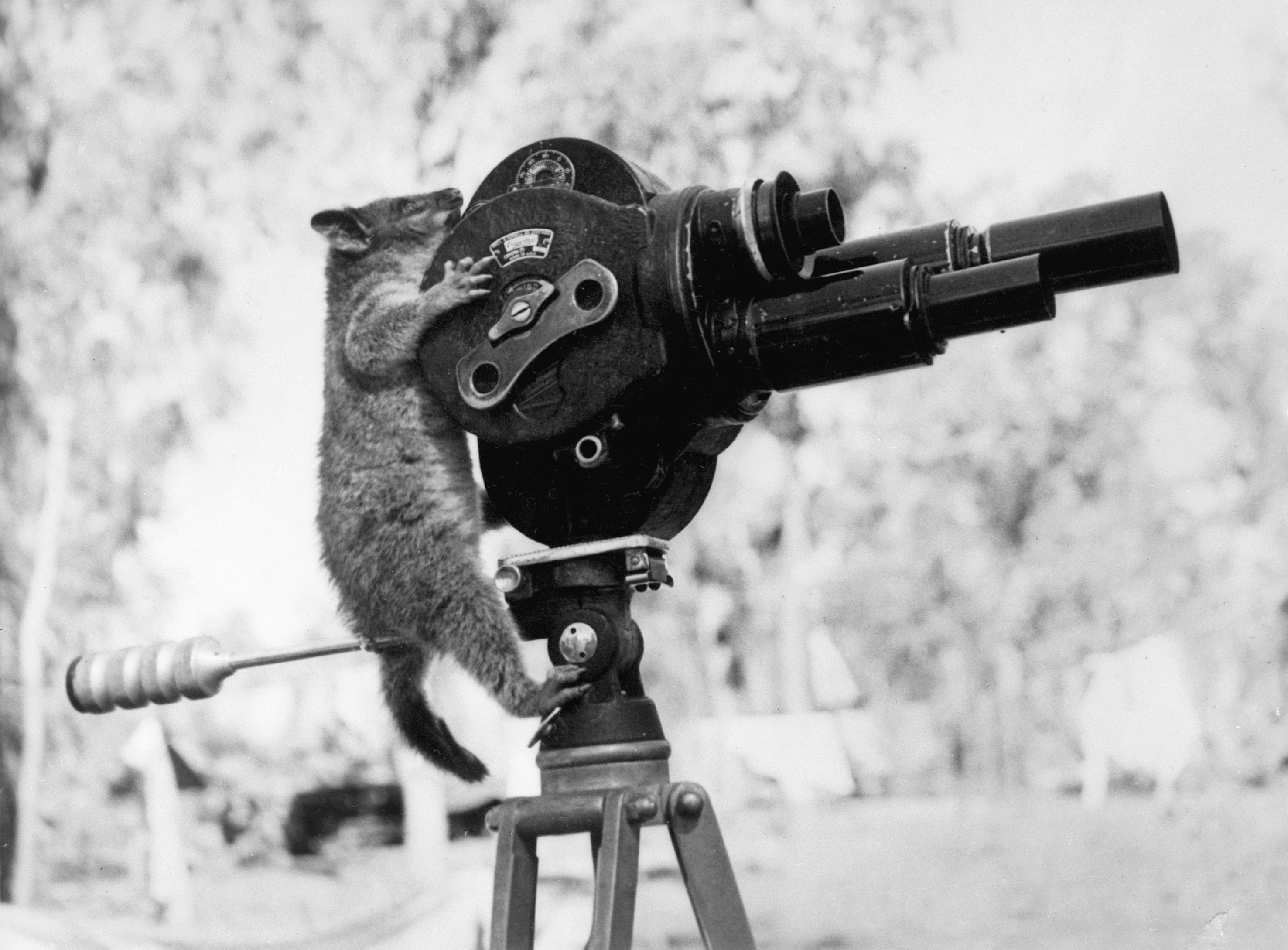
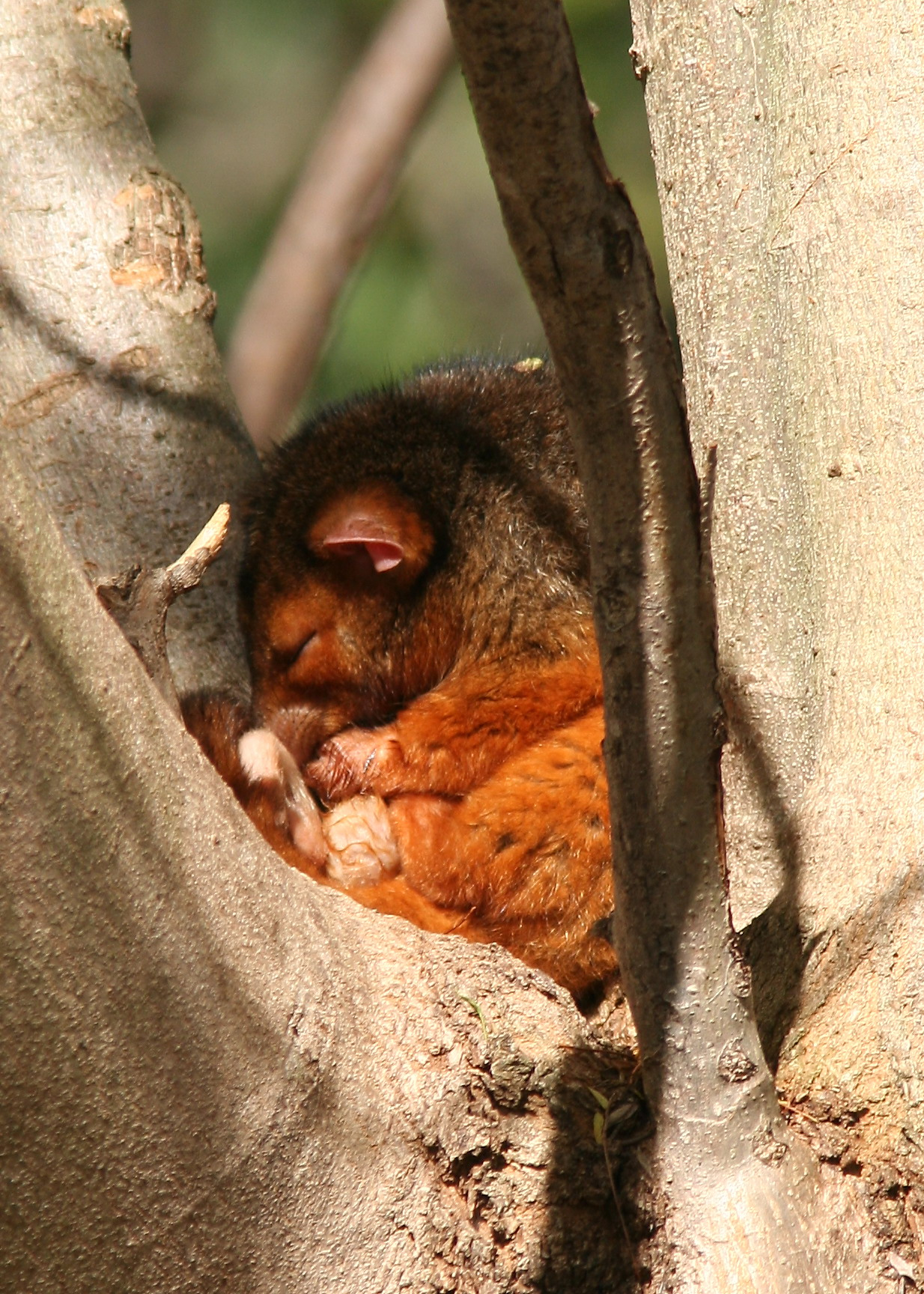
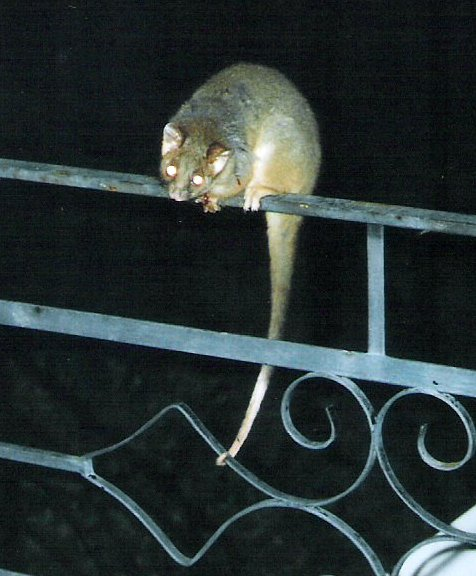
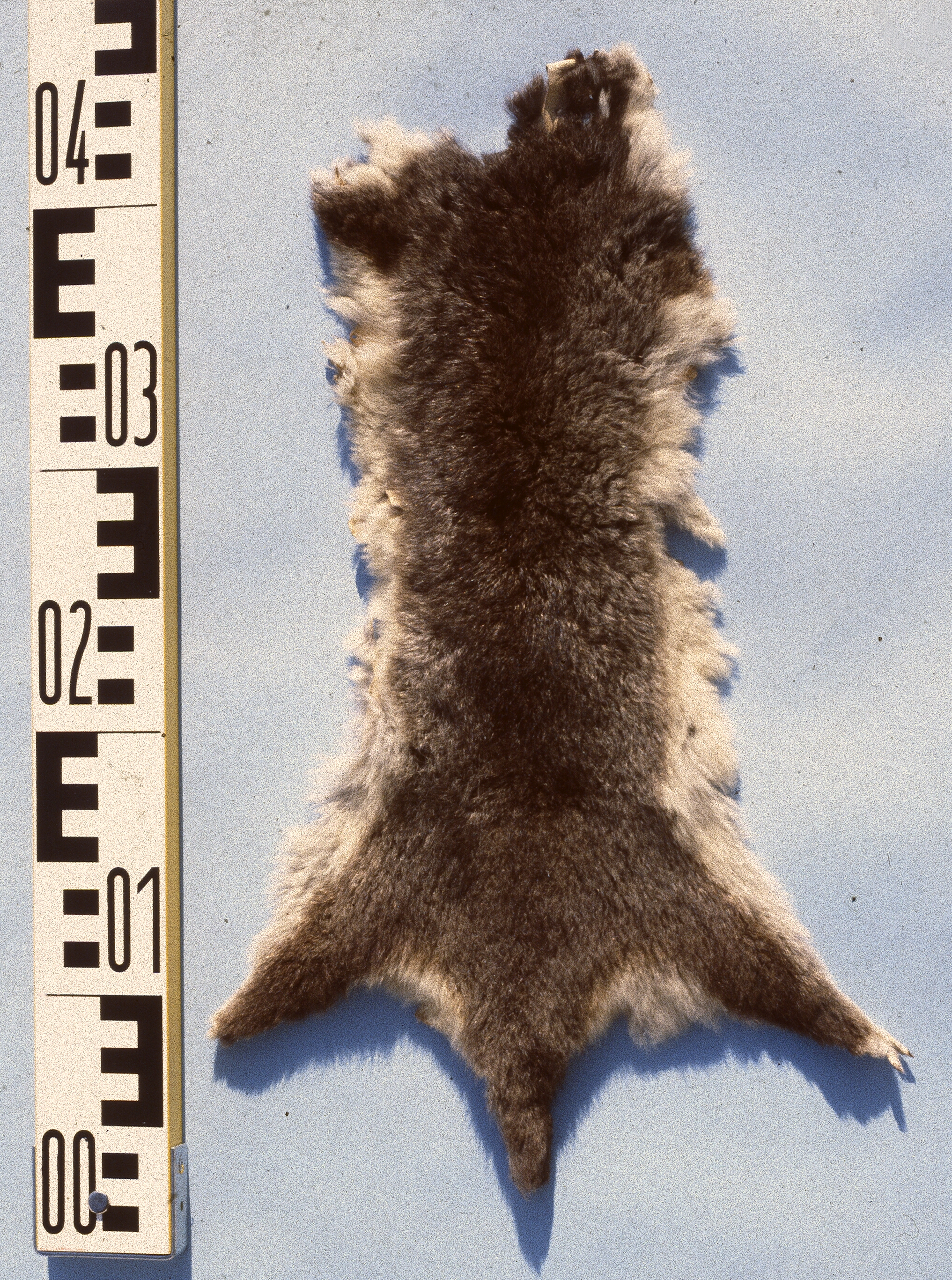

## Các loài
Chi này gồm các loài: